# Schwanebeck
Schwanebeck est une ancienne commune allemande de l'arrondissement de Harz, Land de Saxe-Anhalt. 
Elle a fusionné avec la commune de Zepernick le 26 octobre 2003 pour former la municipalité nouvelle de Panketal.

## Géographie
|             | Am Großen Bruch | Oschersleben (Bode) |
| Huy         | Schwanebeck     | Gröningen           |
| Halberstadt | Groß Quenstedt  |                     |

Schwanebeck se trouve sur la Bundesstraße 245 et la ligne de Jerxheim à Nienhagen, quartier de Schwanebeck.

## Histoire
Schwanebeck est mentionné pour la première fois en 1062. En 1270, on lui accorde le statut de ville.
En janvier 2010, Nienhagen fusionne avec Schwanebeck.

## Personnalités liées à la commune
- Friedrich Maurach (1811–1873), officier prussien
- Julius Richter (1862-1940), théologien
- Otto Nolte (1887-1934), chimiste
- Helmut Peters (née en 1930), sinologue
- Detlef Enge (né en 1952), footballeur